# Duels de tchatche et autres trucs du folklore toulousain
Albums de Fabulous Trobadors
On the Linha Imaginòt
(1998)
Duels de tchatche et autres trucs du folklore toulousain est le 4e album studio du groupe occitan Fabulous Trobadors, sorti en mai 2003.

## Historique de l'album
À la suite de la parution de l'album On the Linha Imaginòt en octobre 1998, les Fabulous Trobadors poursuivent leurs actions militantes. Vers 2000-2001, le groupe commence à interpréter deux nouvelles chansons sur scène, qu'ils nomment Ami et L'Anniversaire En mai 2003, Après un silence discographique de cinq ans, le groupe publie Duels de tchatche et autres trucs du folklore toulousain chez le label Tôt ou tard. L'album est produit par Sodi, qui a notamment collaboré avec Fela Kuti et Manu Chao. À sa sortie, il atteint la 36e place du hit-parade français et y reste un total de 17 semaines.
Anam Cantar, le dernier titre de l'album, rassemble les voix de plusieurs générations d'artistes représentatifs de la scène occitane :  le duo composé d'Ange B. et de Claude Sicre, mais aussi Aurélie Neuville, Eric Fraj, Florent Mercadier, Guillaume Lopez, Joan-Pau Verdier, Jogl'Arvernes, Lise Arbiol, Louis Pastorelli, Magali Brunel, Manu Théron, Massilia, Pascal Caumont, Pierre Brun.

## Liste des titres de l'album
Toutes les chansons sont écrites et composées par Claude Sicre, sauf indications contraires.
| No  | Titre                                                                                | Durée |
| --- | ------------------------------------------------------------------------------------ | ----- |
| 1.  | Bonne nuit                                                                           | 3:12  |
| 2.  | Ami                                                                                  | 2:55  |
| 3.  | Ça c'est oui !                                                                       | 4:32  |
| 4.  | Toulousain                                                                           | 3:50  |
| 5.  | Si tu te fais (Paroles : Claude Sicre / musique : traditionnelle/Claude Sicre)       | 3:54  |
| 6.  | Oiaiaia                                                                              | 4:05  |
| 7.  | Demain, demain                                                                       | 3:50  |
| 8.  | Y'a des garçons                                                                      | 2:49  |
| 9.  | Duel de sans-pareil (Paroles : Claude Sicre / musique : traditionnelle/Claude Sicre) | 6:47  |
| 10. | Doman                                                                                | 3:51  |
| 11. | Il nous ment                                                                         | 11:57 |
| 12. | L'Anniversaire                                                                       | 3:02  |
| 13. | Anam Cantar                                                                          | 3:56  |

## Accueil critique
Pour Olivier Horner du quotidien suisse Le Temps, Duels de tchatche et autres trucs du folklore toulousain est « un typhon verbal sans mauvais jeux de mots, un manifeste en chantier du contre-pouvoir civique. » Véronique Mortaigne du Monde décrit l'album comme « un antidote indispensable à la monotonie de l'économie de marché ». Ludovic Basque, journaliste chez RFI Musique, déclare que « vous retrouvez tout ce que vous aimez chez les Fabulous Trobadors : l'humour et l'esprit libertaire rythmés au son du tambourin. »

## Classements
| Classement (2003) | Meilleure position |
| ----------------- | ------------------ |
| France (SNEP)     | 36                 |